# Cinquième circonscription d'Indre-et-Loire
La cinquième circonscription d'Indre-et-Loire est l'une des 5 circonscriptions législatives françaises que compte le département d'Indre-et-Loire (37) situé en région Centre-Val de Loire.

## Description géographique et démographique
La cinquième circonscription d'Indre-et-Loire est délimitée par le découpage électoral de la loi no 86-1197 du 24 novembre 1986
, elle regroupe les divisions administratives suivantes : 
- Canton de Bourgueil
- Canton de Château-la-Vallière
- Canton de Langeais
- Canton de Luynes
- Canton de Neuillé-Pont-Pierre
- Canton de Neuvy-le-Roi
- Canton de Saint-Cyr-sur-Loire
- Canton de Tours-Nord-Ouest

D'après le recensement général de la population en 1999, réalisé par l'Institut national de la statistique et des études économiques (INSEE), la population totale de cette circonscription est estimée à 101876 habitants,.

## Historique des députations
| Législature | Début de mandat | Fin de mandat  | Député             | Parti politique | Observations                                                                          |
| ----------- | --------------- | -------------- | ------------------ | --------------- | ------------------------------------------------------------------------------------- |
| IXe         | 23 juin 1988    | 1er avril 1993 | Jean-Michel Testu, | PS,             |                                                                                       |
| Xe          | 2 avril 1993    | 21 avril 1997  | Philippe Briand,   | RPR,            | Mandat écourté à la suite d'une dissolution parlementaire décidée par Jacques Chirac. |
| XIe         | 12 juin 1997    | 18 juin 2002   | Philippe Briand,   | RPR,            |                                                                                       |
| XIIe        | 19 juin 2002    | 19 juin 2007   | Philippe Briand,   | UMP,            |                                                                                       |
| XIIIe       | 20 juin 2007    | 19 juin 2012   | Philippe Briand,   | UMP,            |                                                                                       |
| XIVe        | 20 juin 2012    | 20 juin 2017   | Philippe Briand    | LR              |                                                                                       |
| XVe         | 21 juin 2017    | 21 juin 2022   | Sabine Thillaye    | LREM            |                                                                                       |

## Historique des élections

### Élections de 1988
| Candidat       | Candidat                   | Parti          | Premier tour | Premier tour | Second tour | Second tour |  |
| Candidat       | Candidat                   | Parti          | Voix         | %            | Voix        | %           |  |
| -------------- | -------------------------- | -------------- | ------------ | ------------ | ----------- | ----------- |  |
|                | Jean-Michel Testu élu      | PS             | 17 722       | 42,95        | 23 792      | 53,32       |  |
|                | Renaud Donnedieu de Vabres | UDF (PR) (URC) | 10 996       | 26,65        | 20 825      | 46,68       |  |
|                | Michel Trochu              | Divers droite  | 7 373        | 17,87        |             |             |  |
|                | Arlette Di Francesco       | FN             | 2 848        | 6,9          |             |             |  |
|                | Jean-Jacques Leray         | PCF            | 2 324        | 5,63         |             |             |  |
|                |                            |                |              |              |             |             |  |
| Inscrits       | Inscrits                   | Inscrits       | 66 482       | 100,00       | 66 480      | 100,00      |  |
| Abstentions    | Abstentions                | Abstentions    | 24 252       | 36,48        | 20 714      | 31,16       |  |
| Votants        | Votants                    | Votants        | 42 230       | 63,52        | 45 766      | 68,84       |  |
| Blancs et nuls | Blancs et nuls             | Blancs et nuls | 967          | 2,29         | 1 149       | 2,51        |  |
| Exprimés       | Exprimés                   | Exprimés       | 41 263       | 97,71        | 44 617      | 97,49       |  |

Le suppléant de Jean-Michel Testu était Jean-Paul Simon, d'Amboise.

### Élections de 1993
| Candidat       | Candidat                  | Parti          | Premier tour | Premier tour | Second tour | Second tour |  |
| Candidat       | Candidat                  | Parti          | Voix         | %            | Voix        | %           |  |
| -------------- | ------------------------- | -------------- | ------------ | ------------ | ----------- | ----------- |  |
|                | Philippe Briand élu       | RPR (UPF)      | 15 763       | 35,37        | 24 815      | 58,03       |  |
|                | Jean-Michel Testu sortant | PS (ADFP)      | 8 101        | 18,18        | 17 948      | 41,97       |  |
|                | Joël Pélicot              | GÉ (EÉ)        | 6 135        | 13,77        |             |             |  |
|                | Pierre Le Goux            | FN             | 5 158        | 11,57        |             |             |  |
|                | Michel Montaubin          | CNIP           | 5 036        | 11,3         |             |             |  |
|                | Jean-Paul Moreau          | PCF            | 2 222        | 4,99         |             |             |  |
|                | Sylvie Thiébaut           | LO             | 1 217        | 2,73         |             |             |  |
|                | Patrick Etesse            | PT             | 935          | 2,1          |             |             |  |
|                |                           |                |              |              |             |             |  |
| Inscrits       | Inscrits                  | Inscrits       | 68 719       | 100,00       | 68 711      | 100,00      |  |
| Abstentions    | Abstentions               | Abstentions    | 21 159       | 30,79        | 21 927      | 31,91       |  |
| Votants        | Votants                   | Votants        | 47 560       | 69,21        | 46 784      | 68,09       |  |
| Blancs et nuls | Blancs et nuls            | Blancs et nuls | 2 993        | 6,29         | 4 021       | 8,59        |  |
| Exprimés       | Exprimés                  | Exprimés       | 44 567       | 93,71        | 42 763      | 91,41       |  |

Le suppléant de Philippe Briand était Maurice Duron, conseiller général, maire de Château-la-Vallière, vétérinaire.

### Élections de 1997
| Candidat       | Candidat                      | Parti          | Premier tour | Premier tour | Second tour | Second tour |  |
| Candidat       | Candidat                      | Parti          | Voix         | %            | Voix        | %           |  |
| -------------- | ----------------------------- | -------------- | ------------ | ------------ | ----------- | ----------- |  |
|                | Philippe Briand sortant réélu | RPR            | 15 662       | 35,12        | 24 294      | 50,43       |  |
|                | Claude Roiron                 | PS             | 13 630       | 30,56        | 23 879      | 49,57       |  |
|                | Pierre Le Goux                | FN             | 5 539        | 12,42        |             |             |  |
|                | Pierre Lambert                | PCF            | 2 548        | 5,71         |             |             |  |
|                | Jean-Claude Huault            | LDI (MPF)      | 2 102        | 4,71         |             |             |  |
|                | Sylvie Thiébaut               | LO             | 2 032        | 4,56         |             |             |  |
|                | Michel Ries                   | Les Verts      | 1 318        | 2,96         |             |             |  |
|                | Jean-Luc Girardot             | GÉ             | 1 052        | 2,36         |             |             |  |
|                | Robert Bryche                 | LT-LNÉ         | 719          | 1,61         |             |             |  |
|                |                               |                |              |              |             |             |  |
| Inscrits       | Inscrits                      | Inscrits       | 69 348       | 100,00       | 69 347      | 100,00      |  |
| Abstentions    | Abstentions                   | Abstentions    | 22 099       | 31,87        | 18 560      | 26,76       |  |
| Votants        | Votants                       | Votants        | 47 249       | 68,13        | 50 787      | 73,24       |  |
| Blancs et nuls | Blancs et nuls                | Blancs et nuls | 2 647        | 5,6          | 2 614       | 5,15        |  |
| Exprimés       | Exprimés                      | Exprimés       | 44 602       | 94,4         | 48 173      | 94,85       |  |

La suppléante de Philippe Briand était Christiane Vallée, maire de Saint-Nicolas-de-Bourgueil.

### Élections de 2002
| Candidat       | Candidat                      | Parti             | Premier tour | Premier tour | Second tour | Second tour |  |
| Candidat       | Candidat                      | Parti             | Voix         | %            | Voix        | %           |  |
| -------------- | ----------------------------- | ----------------- | ------------ | ------------ | ----------- | ----------- |  |
|                | Philippe Briand sortant réélu | UMP               | 21 768       | 45,77        | 25 269      | 57,95       |  |
|                | Claude Roiron                 | PS                | 13 857       | 29,14        | 18 338      | 42,05       |  |
|                | Nelly Bertrand                | FN                | 4 620        | 9,71         |             |             |  |
|                | Catherine Lison Croze         | Les Verts         | 1 729        | 3,64         |             |             |  |
|                | Jean-Paul Moreau              | PCF               | 1 030        | 2,17         |             |             |  |
|                | Nicole Legeay                 | LO                | 780          | 1,64         |             |             |  |
|                | Claude Chaillou               | CPNT              | 760          | 1,6          |             |             |  |
|                | Philippe Levret               | UDF               | 531          | 1,12         |             |             |  |
|                | Romain Devant                 | Divers écologiste | 500          | 1,05         |             |             |  |
|                | Robert Bryche                 | LT-LNÉ            | 487          | 1,02         |             |             |  |
|                | Huguette Motte                | MPF               | 465          | 0,98         |             |             |  |
|                | Anne-Marie Chalvet            | MNR               | 371          | 0,78         |             |             |  |
|                | Martine Trinquart             | ND                | 275          | 0,58         |             |             |  |
|                | Yves Héricier                 | PT                | 270          | 0,57         |             |             |  |
|                | Luc Piochon                   | Divers            | 115          | 0,24         |             |             |  |
|                |                               |                   |              |              |             |             |  |
| Inscrits       | Inscrits                      | Inscrits          | 73 572       | 100,00       | 73 570      | 100,00      |  |
| Abstentions    | Abstentions                   | Abstentions       | 24 949       | 33,91        | 28 424      | 38,64       |  |
| Votants        | Votants                       | Votants           | 48 623       | 66,09        | 45 146      | 61,36       |  |
| Blancs et nuls | Blancs et nuls                | Blancs et nuls    | 1 065        | 2,19         | 1 539       | 3,41        |  |
| Exprimés       | Exprimés                      | Exprimés          | 47 558       | 97,81        | 43 607      | 96,59       |  |

Le suppléant de Philippe Briand était Joël Pélicot, Vice-Président du Conseil général, conseiller général du canton de Neuillé-Pont-Pierre, maire de Charentilly, médecin généraliste.

### Élections de 2007
| Candidat       | Candidat                      | Parti          | Premier tour | Premier tour | Second tour | Second tour |  |
| Candidat       | Candidat                      | Parti          | Voix         | %            | Voix        | %           |  |
| -------------- | ----------------------------- | -------------- | ------------ | ------------ | ----------- | ----------- |  |
|                | Philippe Briand sortant réélu | UMP            | 23 376       | 48,01        | 25 769      | 55,37       |  |
|                | Claude Roiron                 | PS             | 14 603       | 29,99        | 20 771      | 44,63       |  |
|                | Élisabeth Kergoat             | UDF–MoDem      | 3 146        | 6,46         |             |             |  |
|                | Nelly Bertrand                | FN             | 1 686        | 3,46         |             |             |  |
|                | Roukya Atteye                 | Les Verts      | 1 231        | 2,53         |             |             |  |
|                | Sylvie Mercier                | LCR            | 946          | 1,94         |             |             |  |
|                | Hélène Gilot                  | MPF            | 805          | 1,65         |             |             |  |
|                | Elisabeth Maugars             | PCF            | 616          | 1,27         |             |             |  |
|                | Marianne Goubard              | CPNT           | 540          | 1,11         |             |             |  |
|                | Robert Bryche                 | LT-LNÉ         | 466          | 0,96         |             |             |  |
|                | Sébastien Souchu              | Divers         | 406          | 0,83         |             |             |  |
|                | Nicole Legeay                 | LO             | 343          | 0,7          |             |             |  |
|                | Yves Héricier                 | PT             | 295          | 0,61         |             |             |  |
|                | Jeannette Crouin              | MNR            | 234          | 0,48         |             |             |  |
|                |                               |                |              |              |             |             |  |
| Inscrits       | Inscrits                      | Inscrits       | 78 148       | 100,00       | 78 157      | 100,00      |  |
| Abstentions    | Abstentions                   | Abstentions    | 28 688       | 36,71        | 30 435      | 38,94       |  |
| Votants        | Votants                       | Votants        | 49 460       | 63,29        | 47 722      | 61,06       |  |
| Blancs et nuls | Blancs et nuls                | Blancs et nuls | 767          | 1,55         | 1 182       | 2,48        |  |
| Exprimés       | Exprimés                      | Exprimés       | 48 693       | 98,45        | 46 540      | 97,52       |  |

### Élections de 2012
| Candidat       | Candidat                      | Parti          | Premier tour | Premier tour | Second tour | Second tour |  |
| Candidat       | Candidat                      | Parti          | Voix         | %            | Voix        | %           |  |
| -------------- | ----------------------------- | -------------- | ------------ | ------------ | ----------- | ----------- |  |
|                | Philippe Briand sortant réélu | UMP            | 19 538       | 40,20        | 25 336      | 52,83       |  |
|                | Claude Roiron                 | PS             | 17 187       | 35,36        | 22 624      | 47,17       |  |
|                | Véronique Péan                | RBM (FN)       | 5 737        | 11,80        |             |             |  |
|                | Françoise Langlade            | FG (PCF)       | 2 141        | 4,41         |             |             |  |
|                | Bernadette Lassus             | EÉLV           | 1 330        | 2,74         |             |             |  |
|                | Philippe Lacroix              | CpF (MoDem)    | 1 280        | 2,63         |             |             |  |
|                | Robert Bryche                 | LT-LNÉ         | 463          | 0,95         |             |             |  |
|                | Martine Boulay                | DLR            | 411          | 0,85         |             |             |  |
|                | Marie-Claude Neveu            | LO             | 249          | 0,51         |             |             |  |
|                | Patrick Lepers                | MPF            | 220          | 0,45         |             |             |  |
|                | Michel Gamble                 | AR             | 46           | 0,09         |             |             |  |
|                | Florence Moussu               | PCD            | 1            | 0,00         |             |             |  |
|                |                               |                |              |              |             |             |  |
| Inscrits       | Inscrits                      | Inscrits       | 80 469       | 100,00       | 80 474      | 100,00      |  |
| Abstentions    | Abstentions                   | Abstentions    | 31 308       | 38,91        | 31 043      | 38,58       |  |
| Votants        | Votants                       | Votants        | 49 161       | 61,09        | 49 431      | 61,42       |  |
| Blancs et nuls | Blancs et nuls                | Blancs et nuls | 558          | 1,14         | 1 471       | 2,98        |  |
| Exprimés       | Exprimés                      | Exprimés       | 48 603       | 98,86        | 47 960      | 97,02       |  |

### Élections de 2017
|                                                                                |                                                                                           |                           |                           |                          |                          |
|                                                                                |                                                                                           | Premier tour 11 juin 2017 | Premier tour 11 juin 2017 | Second tour 18 juin 2017 | Second tour 18 juin 2017 |
|                                                                                |                                                                                           |                           |                           |                          |                          |
|                                                                                |                                                                                           | Nombre                    | % des inscrits            | Nombre                   | % des inscrits           |
| Inscrits                                                                       | Inscrits                                                                                  | 83 876                    | 100,00                    | 83 880                   | 100,00                   |
| Abstentions                                                                    | Abstentions                                                                               | 40 684                    | 48,50                     | 47 359                   | 56,46                    |
| Votants                                                                        | Votants                                                                                   | 43 192                    | 51,50                     | 36 521                   | 43,54                    |
|                                                                                |                                                                                           |                           | % des votants             |                          | % des votants            |
| Bulletins blancs                                                               | Bulletins blancs                                                                          | 722                       | 1,67                      | 3 117                    | 8,53                     |
| Bulletins nuls                                                                 | Bulletins nuls                                                                            | 263                       | 0,61                      | 1 181                    | 3,23                     |
| Suffrages exprimés                                                             | Suffrages exprimés                                                                        | 42 207                    | 97,72                     | 32 223                   | 88,23                    |
|                                                                                |                                                                                           |                           |                           |                          |                          |
| Candidat Étiquette politique (partis et alliances)                             | Candidat Étiquette politique (partis et alliances)                                        | Voix                      | % des exprimés            | Voix                     | % des exprimés           |
|                                                                                |                                                                                           |                           |                           |                          |                          |
|                                                                                | Sabine Thillaye La République en marche                                                   | 16 281                    | 38,57                     | 18 782                   | 58,29                    |
|                                                                                | Fabrice Boigard Les Républicains (Union des démocrates et indépendants)                   | 7 935                     | 18,80                     | 13 441                   | 41,71                    |
|                                                                                | Constance Ascar La France insoumise                                                       | 5 370                     | 12,72                     |                          |                          |
|                                                                                | Daniel Fraczak Front national                                                             | 3 976                     | 9,42                      |                          |                          |
|                                                                                | Mélanie Fortier Parti radical de gauche                                                   | 2 180                     | 5,17                      |                          |                          |
|                                                                                | Erwan Deliz Europe Écologie Les Verts                                                     | 1 699                     | 4,03                      |                          |                          |
|                                                                                | Augustin Chazal Divers droite (577-Les Indépendants)                                      | 1 355                     | 3,21                      |                          |                          |
|                                                                                | Jean de Fouquières Debout la France                                                       | 1 297                     | 3,07                      |                          |                          |
|                                                                                | Robert Bryche Écologiste (Le Trèfle - Confédération pour l'homme, l'animal et la planète) | 891                       | 2,11                      |                          |                          |
|                                                                                | Françoise Roux Parti communiste français                                                  | 493                       | 1,17                      |                          |                          |
|                                                                                | Aurélien Durand Divers (Union populaire républicaine)                                     | 367                       | 0,87                      |                          |                          |
|                                                                                | Sylvie Thiébaut Lutte ouvrière                                                            | 363                       | 0,86                      |                          |                          |
|                                                                                | Patrice Vallée Divers droite                                                              | 0                         | 0,00                      |                          |                          |
| Source : Ministère de l'Intérieur - Cinquième circonscription d'Indre-et-Loire |                                                                                           |                           |                           |                          |                          |

### Élections de 2022
Les élections législatives françaises de 2022 ont eu lieu les dimanches 12 et 19 juin 2022.
| Résultats des élections législatives des 12 et 19 juin 2022 de la 5e circonscription d'Indre-et-Loire |                          |                          |              |              |             |             |
| Candidat                                                                                              | Candidat                 | Parti et coalition       | Premier tour | Premier tour | Second tour | Second tour |
| Candidat                                                                                              | Candidat                 | Parti et coalition       | Voix         | %            | Voix        | %           |
| | Sabine Thillaye          | MoDem (ENS)              | 12 543       | 29,15        | 22 055      | 59,06       |
| | Ambre Louisin            | RN                       | 9 069        | 21,08        | 15 286      | 40,94       |
| | Françoise Langlade       | PCF (NUPES)              | 8 339        | 19,38        |             |             |
| | Fabrice Boigard          | LR (UDC)                 | 5 788        | 13,45        |             |             |
| | Charles Girardin         | Cap21                    | 2 771        | 6,44         |             |             |
| | Bruno Julien             | REC                      | 2 191        | 5,09         |             |             |
| | Patrick Martinez         | DVD                      | 941          | 2,19         |             |             |
| | Christine Delarue        | LO                       | 771          | 1,79         |             |             |
| | Emilien Cousin-Hamelal   | PA                       | 619          | 1,44         |             |             |
| Votes valides                                                                                         | Votes valides            | Votes valides            | 43 032       | 97,92        | 37 341      | 89.97       |
| Votes blancs                                                                                          | Votes blancs             | Votes blancs             | 639          | 1,45         | 3248        | 7.83        |
| Votes nuls                                                                                            | Votes nuls               | Votes nuls               | 276          | 0,63         | 916         | 2.21        |
| Total                                                                                                 | Total                    | Total                    | 43 947       | 100          | 41 505      | 100         |
| Abstention                                                                                            | Abstention               | Abstention               | 43 163       | 49,55        | 45 613      | 52.36       |
| Inscrits / participation                                                                              | Inscrits / participation | Inscrits / participation | 87 110       | 50,45        | 87 118      | 47.64       |

### Élections de 2024
| Candidat                 | Candidat                 | Parti et coalition       | Nuance                   | Premier tour | Premier tour | Second tour | Second tour |
| Candidat                 | Candidat                 | Parti et coalition       | Nuance                   | Voix         | %            | Voix        | %           |
| ------------------------ | ------------------------ | ------------------------ | ------------------------ | ------------ | ------------ | ----------- | ----------- |
|                          | François Ducamp          | RN                       | RN                       | 21 118       | 35,25        | 23 869      | 40,73       |
|                          | Sabine Thillaye réélue   | MoDem (ENS)              | ENS                      | 16 025       | 26,75        | 34 741      | 59,27       |
|                          | Marina Coccia            | PCF (NFP)                | UG                       | 14 457       | 24,13        | Retrait     | Retrait     |
|                          | Constance Bales          | LR (UDC)                 | LR                       | 6 805        | 11,36        |             |             |
|                          | David Billon             | REC                      | REC                      | 809          | 1,35         |             |             |
|                          | Christine Delarue        | LO                       | EXG                      | 700          | 1,17         |             |             |
|                          |                          |                          |                          |              |              |             |             |
| Votes valides            | Votes valides            | Votes valides            | Votes valides            | 59 914       | 97,32        | 58 610      | 95,03       |
| Votes blancs             | Votes blancs             | Votes blancs             | Votes blancs             | 1 165        | 1,89         | 2 160       | 3,50        |
| Votes nuls               | Votes nuls               | Votes nuls               | Votes nuls               | 483          | 0,78         | 907         | 1,47        |
| Total                    | Total                    | Total                    | Total                    | 61 562       | 100          | 61 677      | 100         |
| Abstention               | Abstention               | Abstention               | Abstention               | 26 115       | 29,79        | 26 013      | 29,66       |
| Inscrits / participation | Inscrits / participation | Inscrits / participation | Inscrits / participation | 87 677       | 70,21        | 87 690      | 70,34       |

#### Département d'Indre-et-Loire
- La fiche de l'INSEE de cette circonscription : « Tableaux et Analyses de la cinquième circonscription d'Indre-et-Loire », sur insee.fr, site de l'Institut national de la statistique et des études économiques (consulté le 10 juin 2007) [PDF]

- « Tous les députés du département d'Indre-et-Loire depuis 1789 », sur assemblee-nationale.fr, site de l'Assemblée nationale française (consulté le 10 juin 2007)

- « Informations contentieuses sur le département d'Indre-et-Loire (Élections législatives de 2002) »(Archive.org • Wikiwix • Archive.is • Google • Que faire ?), sur conseil-constitutionnel.fr, site du Conseil constitutionnel (consulté le 13 juin 2007)

#### Circonscriptions en France
- « Carte des circonscriptions législatives en France », sur assemblee-nationale.fr, site de l'Assemblée nationale française (consulté le 20 juin 2007)

- « Résultats électoraux officiels en France »(Archive.org • Wikiwix • Archive.is • Google • Que faire ?), sur interieur.gouv.fr, site du ministère de l'Intérieur (France) (consulté le 13 juin 2007)

- Description et Atlas des circonscriptions électorales de France sur http://www.atlaspol.com, Atlaspol, site de cartographie géopolitique, consulté le 13 juin 2007.